# Dilophothripa olivia
Dilophothripa olivia är en fjärilsart som beskrevs av George Francis Hampson 1905. Dilophothripa olivia ingår i släktet Dilophothripa och familjen trågspinnare. Inga underarter finns listade i Catalogue of Life.